# Elecciones municipales de la República de China de 2014
Las elecciones municipales de la República de China de 2014 (Chino tradicional: 2014年中華民國地方公職人員選舉; Pinyin: 2014 Nián Zhōnghuá Mínguó dìfāng gōngzhí rényuán xuǎnjǔ) conocidas comúnmente como las elecciones locales de Taiwán de 2014 o también elecciones de nueve en uno (九合一選舉; Jiǔ hé yī xuǎnjǔ) se realizaron en la isla de Taiwán el 29 de noviembre de 2014, para elegir a los alcaldes municipales, concejales municipales y los jefes de barrio de los seis municipios especiales (Kaohsiung, Nueva Taipéi, Taichung, Tainan, Taoyuan y Taipéi) bajo el gobierno central de la República de China.
El Partido Kuomintang de Taiwán ganó 6 alcaldías, 386 concejales y 1794 jefes de barrio mientras que el Partido Democrático Progresista obtuvo 13 alcaldías, 291 concejales y 390 jefes de barrio.
Las elecciones significaron una derrota sustancial para el Kuomintang (KMT). El partido gobernaba en 14 de las 22 municipalidades y condados, pero ganó sólo 6 en esta elección. El Partido Democrático Progresista (PDP) ganó control ejecutivo de 7 municipalidades y condados antes gobernados por el KMT, mientras que el independiente Ko Wen-je ganó la elección de alcalde de Taipéi. El primer ministro Jiang Yi-hua renunció después de las elecciones, forzando al presidente Ma Ying-jeou a designar a Mao Chi Kuo como el reemplazante de Jiang. El presidente Ma renunció a su cargo de presidente del partido en los días posteriores a la elección.

## Resultados
| Elecciones locales de Taiwán de 2014 | Elecciones locales de Taiwán de 2014 | Elecciones locales de Taiwán de 2014                           | Elecciones locales de Taiwán de 2014                           | Elecciones locales de Taiwán de 2014                           | Elecciones locales de Taiwán de 2014                | Elecciones locales de Taiwán de 2014                | Elecciones locales de Taiwán de 2014                | Elecciones locales de Taiwán de 2014                                                                | Elecciones locales de Taiwán de 2014                                                                | Elecciones locales de Taiwán de 2014                                                                | Elecciones locales de Taiwán de 2014                                                | Elecciones locales de Taiwán de 2014                                                | Elecciones locales de Taiwán de 2014                                                | Elecciones locales de Taiwán de 2014 | Elecciones locales de Taiwán de 2014 | Elecciones locales de Taiwán de 2014 |
| Partido                              | Partido                              | Alcalde de municipalidades especiales y magistrados de condado | Alcalde de municipalidades especiales y magistrados de condado | Alcalde de municipalidades especiales y magistrados de condado | Concejales de municipalidades especiales y condados | Concejales de municipalidades especiales y condados | Concejales de municipalidades especiales y condados | Alcaldes Municipales, Jefes de Distritos Rurales, Jefes de Municipio, Jefes de Distritos Aborígenes | Alcaldes Municipales, Jefes de Distritos Rurales, Jefes de Municipio, Jefes de Distritos Aborígenes | Alcaldes Municipales, Jefes de Distritos Rurales, Jefes de Municipio, Jefes de Distritos Aborígenes | Concejos Municipales, de Distritos Rurales, de Municipios y de Distritos Aborígenes | Concejos Municipales, de Distritos Rurales, de Municipios y de Distritos Aborígenes | Concejos Municipales, de Distritos Rurales, de Municipios y de Distritos Aborígenes | Jefes de Villas, Jefes de Barrios    | Jefes de Villas, Jefes de Barrios    | Jefes de Villas, Jefes de Barrios    |
| ------------------------------------ | ------------------------------------ | -------------------------------------------------------------- | -------------------------------------------------------------- | -------------------------------------------------------------- | --------------------------------------------------- | --------------------------------------------------- | --------------------------------------------------- | --------------------------------------------------------------------------------------------------- | --------------------------------------------------------------------------------------------------- | --------------------------------------------------------------------------------------------------- | ----------------------------------------------------------------------------------- | ----------------------------------------------------------------------------------- | ----------------------------------------------------------------------------------- | ------------------------------------ | ------------------------------------ | ------------------------------------ |
| Partido                              | Partido                              | Escaños                                                        | Votos                                                          | Porcentaje                                                     | Escaños                                             | Votos                                               | Porcentaje                                          | Escaños                                                                                             | Votos                                                                                               | Porcentaje                                                                                          | Escaños                                                                             | Votos                                                                               | Porcentaje                                                                          | Escaños                              | Votos                                | Porcentaje                           |
|                                      | Partido Democrático Progresista      | 13                                                             | 5 830 106                                                      | 47,55%                                                         | 291                                                 | 4 515 532                                           | 37,08%                                              | 54                                                                                                  | 1 081 083                                                                                           | 31,72%                                                                                              | 194                                                                                 | 429 310                                                                             | 12,66%                                                                              | 390                                  | 756 677                              | 6,55%                                |
|                                      | Kuomintang                           | 6                                                              | 4 990 677                                                      | 40,70%                                                         | 386                                                 | 4 488 789                                           | 36,86%                                              | 80                                                                                                  | 1 148 838                                                                                           | 33,71%                                                                                              | 538                                                                                 | 765 076                                                                             | 22,55%                                                                              | 1794                                 | 2 753 531                            | 23,83%                               |
|                                      | Unión Solidaridad de Taiwán          | —                                                              | —                                                              | —                                                              | 9                                                   | 224 904                                             | 1,85%                                               | 0                                                                                                   | 5984                                                                                                | 0,18%                                                                                               | —                                                                                   | —                                                                                   | —                                                                                   | 1                                    | 6921                                 | 0,06%                                |
|                                      | Qinmindang                           | —                                                              | —                                                              | —                                                              | 9                                                   | 190 107                                             | 1,56%                                               | —                                                                                                   | —                                                                                                   | —                                                                                                   | 0                                                                                   | 1646                                                                                | 0,05%                                                                               | 1                                    | 1757                                 | 0,02%                                |
|                                      | Xindang                              | —                                                              | —                                                              | —                                                              | 2                                                   | 129 634                                             | 1,06%                                               | —                                                                                                   | —                                                                                                   | —                                                                                                   | —                                                                                   | —                                                                                   | —                                                                                   | 0                                    | 619                                  | 0,01%                                |
|                                      | Partido Verde de Taiwán              | —                                                              | —                                                              | —                                                              | 2                                                   | 57 338                                              | 0,47%                                               | —                                                                                                   | —                                                                                                   | —                                                                                                   | —                                                                                   | —                                                                                   | —                                                                                   | 0                                    | 834                                  | 0,01%                                |
|                                      | Unión Solidaridad No Partidista      | —                                                              | —                                                              | —                                                              | 2                                                   | 55 682                                              | 0,46%                                               | —                                                                                                   | —                                                                                                   | —                                                                                                   | —                                                                                   | —                                                                                   | —                                                                                   | 0                                    | 195                                  | <0,01%                               |
|                                      | Partido de los Árboles               | —                                                              | —                                                              | —                                                              | 1                                                   | 48 488                                              | 0,40%                                               | 1                                                                                                   | 4061                                                                                                | 0,12%                                                                                               | 1                                                                                   | 3844                                                                                | 0,11%                                                                               | 0                                    | 2535                                 | 0,02%                                |
|                                      | Partido Primeras Naciones de Taiwán  | —                                                              | —                                                              | —                                                              | 1                                                   | 1713                                                | 0,01%                                               | 1                                                                                                   | 1492                                                                                                | 0,04%                                                                                               | 1                                                                                   | 373                                                                                 | 0,01%                                                                               | —                                    | —                                    | —                                    |
|                                      | Partido Labrorista                   | —                                                              | —                                                              | —                                                              | 1                                                   | 5827                                                | 0,05%                                               | —                                                                                                   | —                                                                                                   | —                                                                                                   | 1                                                                                   | 1249                                                                                | 0,04%                                                                               | —                                    | —                                    | —                                    |
|                                      | Partido de la Unificación China      | —                                                              | —                                                              | —                                                              | 0                                                   | 23                                                  | <0,01%                                              | —                                                                                                   | —                                                                                                   | —                                                                                                   | 2                                                                                   | 4094                                                                                | 0,12%                                                                               | 0                                    | 4345                                 | 0,04%                                |
|                                      | Frente Democrático Popular           | 0                                                              | 4123                                                           | 0,03%                                                          | 0                                                   | 14 980                                              | 0,12%                                               | —                                                                                                   | —                                                                                                   | —                                                                                                   | 0                                                                                   | 753                                                                                 | 0,02%                                                                               | 1                                    | 8598                                 | 0,07%                                |
|                                      | Otros                                | 0                                                              | 2027                                                           | 0,02%                                                          | 0                                                   | 3273                                                | 0,03%                                               | —                                                                                                   | —                                                                                                   | —                                                                                                   | —                                                                                   | —                                                                                   | —                                                                                   | 0                                    | 587                                  | 0,01%                                |
|                                      | Independientes                       | 3                                                              | 1 434 851                                                      | 11,70%                                                         | 203                                                 | 2 442 281                                           | 20,05%                                              | 68                                                                                                  | 1 166 907                                                                                           | 34,24%                                                                                              | 1400                                                                                | 2 186 048                                                                           | 64,44%                                                                              | 5649                                 | 8 018 186                            | 69,39%                               |

## Elecciones de concejos

Resultados de las elecciones de concejales de condado, ciudad y municipios. Los colores indican el partido con más asientos:
Kuomintang
Partido Democrático Progresista
Independiente

| División               | KMT     | PDP     | UST     | QMD     | XDN     | USNP    | Ind./Otro | Total |
| División               | Escaños | Escaños | Escaños | Escaños | Escaños | Escaños | Escaños   | Total |
| ---------------------- | ------- | ------- | ------- | ------- | ------- | ------- | --------- | ----- |
| Ciudad de Taipéi       | 28      | 27      | 1       | 2       | 2       |         | 3         | 63    |
| Nueva Ciudad de Taipéi | 26      | 32      | 1       |         |         |         | 7         | 66    |
| Ciudad de Taoyuan      | 29      | 20      | 1       |         |         |         | 10        | 60    |
| Ciudad de Keelung      | 14      | 10      |         | 3       |         |         | 4         | 31    |
| Condado de Yilan       | 11      | 12      |         | 1       |         |         | 9         | 34    |
| Ciudad de Hsinchu      | 15      | 7       | 1       |         |         |         | 10        | 33    |
| Condado de Hsinchu     | 23      | 2       |         |         |         |         | 9         | 36    |
| Condado de Miaoli      | 19      | 4       |         |         |         |         | 15        | 38    |
| Ciudad de Taichung     | 28      | 27      |         | 2       |         |         | 6         | 63    |
| Condado de Changhua    | 24      | 17      |         |         |         |         | 13        | 54    |
| Condado de Nantou      | 17      | 8       |         |         |         |         | 11        | 37    |
| Condado de Yunlin      | 7       | 13      | 1       |         |         |         | 22        | 43    |
| Ciudad de Chiayi       | 6       | 5       | 1       |         |         |         | 12        | 24    |
| Condado de Chiayi      | 9       | 18      |         |         |         |         | 10        | 37    |
| Ciudad de Tainan       | 16      | 28      | 1       |         |         |         | 12        | 57    |
| Ciudad de Kaohsiung    | 24      | 33      | 1       | 1       |         |         | 7         | 66    |
| Condado de Taitung     | 22      | 1       |         |         |         |         | 7         | 30    |
| Condado de Pingtung    | 19      | 18      | 1       |         |         |         | 7         | 55    |
| Condado de Penghu      | 8       | 2       |         |         |         |         | 9         | 19    |
| Condado de Kinmen      | 15      | 1       |         |         |         |         | 3         | 19    |
| Condado de Lienchiang  | 6       |         |         |         |         |         | 3         | 9     |
| Total                  | 386     | 291     | 9       | 9       | 2       | 2       | 208       | 907   |